# Redondelo (Chaves)
Redondelo es una freguesia portuguesa del concelho de Chaves, en el distrito de Vila Real con 18,48 km² de superficie y 527 habitantes (2011), distribuidos en cuatro aldeas: la propia Redondelo, São Domingos, Pastoria y Casas Novas. Su densidad de población es de 28,5 hab/km².
Redondelo se sitúa en la zona occidental del concelho de Chaves, a 13 km de su capital, limitando ya al oeste con el de Boticas, mientras que al sureste delimita su territorio el río Támega. Como casi todas las freguesias rurales del municipio, se ha visto afectada en las últimas décadas por un fuerte proceso de despoblación, desde los 1462 habitantes que tenía en el censo de 1960.
En su patrimonio histórico-artístico destacan las casas solariegas, como la de la familia Miranda e Bragança, en Redondelo, o la de la Vizcondesa del Rosario, en Casas Novas, convertidas hoy en establecimientos de turismo rural, que constituye, junto a la agricultura, la principal actividad económica de la freguesia